# Teenage Mutant Ninja Turtles: Shredder's Revenge
Teenage Mutant Ninja Turtles: Shredder's Revenge é um jogo eletrônico beat 'em up desenvolvido pela Tribute Games e publicado pela Dotemu. Foi lançado em 16 de junho de 2022 para Linux, Microsoft Windows, Nintendo Switch, PlayStation 4 e Xbox One. O jogo é baseado na franquia de mídia Tartarugas Ninja, e inspirado na série animada Teenage Mutant Ninja Turtles de 1987, onde pega emprestado os aspectos estilísticos dos jogos de consoles e arcade desenvolvidos pela Konami durante as décadas de 1980 e 1990.
Os dubladores das tartarugas da série animada de 1987 reprisam seus papéis. A trilha sonora foi composta por Tee Lopes, com contribuições do guitarrista Jonny Atma, do rapper Mega Ran, do cantor Mike Patton, e Ghostface Killah e Raekwon do grupo de hip hop Wu-Tang Clan. Shredder's Revenge recebeu avaliações geralmente positivas da crítica, que elogiou seus visuais em pixel art, lista de personagens jogáveis e mecânicas de combate, mas criticou a qualidade do áudio e a curta duração do modo história.

## Jogabilidade
Teenage Mutant Ninja Turtles: Shredder's Revenge é um jogo eletrônico beat 'em up visto de uma perspectiva de rolagem lateral com um estilo de arte pixelado. No jogo, o jogador assume o controle de Leonardo, Donatello, Michelangelo, Raphael, April O'Neil, Mestre Splinter e o personagem desbloqueável Casey Jones, enquanto que combatem oponentes, incluindo o Clã do Pé, Krang, Bebop e Rocksteady, e Shredder em locais que vão desde os esgotos da cidade de Nova Iorque até a Dimensão X. Cada personagem possui seus próprios atributos (alcance, velocidade e poder) e estilos de jogabilidade. Eles também possuem super movimentos e provocações únicas. À medida que o jogador progride em cada fase, ele encontrará caixas de pizza, que podem ser usadas para curar o jogador, e outras tortas que concedem aos jogadores força extra e medidor especial por um breve período de tempo. Conteúdo para download acrescenta mais quatro personagens jogáveis, a kunoichi Karai, o coelho ninja Usagi Yojimbo, e os lagartos Mona Lisa e Mondo Gecko.
O jogo apresenta dois modos diferentes: modo arcade padrão e modo história. No modo arcade, os jogadores possuem apenas uma quantidade limitada de vidas, e o jogo deve ser concluído de uma só vez. O modo história permite que os jogadores convertam pontos acumulados em saúde, vidas extras, movimentos de combate adicionais e uma habilidade especial conhecida como Modo Radical, que aprimora temporariamente as habilidades de combate do personagem do jogador. No modo história, cada fase também possui conteúdo secundário opcional, desafios e colecionáveis. Além do modo para um jogador, o jogo suporta modo multijogador cooperativo local para até quatro jogadores, e para seis jogadores on-line. Os jogadores podem fazer high-five para compartilharem pontos de vida ou trabalharem juntos para realizar certos movimentos.

## Desenvolvimento
O jogo foi desenvolvido pela Tribute Games, com sede em Montreal. A equipe teve experiências trabalhando em jogos beat 'em up na Ubisoft em Scott Pilgrim vs. the World: The Game (2010) e TMNT (2007). A Nickelodeon abordou a Dotemu pela primeira vez após o lançamento de Wonder Boy: The Dragon's Trap (2017), sobre a possibilidade de desenvolver uma adaptação de uma de suas franquias. Depois de saber que a Tribute Games estava planejando lançar um jogo sobre Tartarugas Ninja com a Nickelodeon desde 2010, as duas empresas decidiram trabalhar juntas depois de se conhecerem na Game Developers Conference. O jogo foi inspirado na série animada de 1987 e nos jogos de arcade da década de 1990, como Teenage Mutant Ninja Turtles: Turtles in Time (1991). Enquanto os desenvolvedores almejavam homenagear os jogos mais antigos sobre Tartarugas Ninja, a equipe queria modernizar a franquia introduzindo vários aprimoramentos de qualidade de vida, multijogador on-line e locais que não foram vistos em um jogo 2D da série.
O jogo apresenta dublagem, com o elenco original da série de 1987, Cam Clarke, Barry Gordon, Rob Paulsen e Townsend Coleman, reprisando seus papéis. A trilha sonora foi composta por Tee Lopes, que é conhecido por seu trabalho em outros jogos de estilo retrô, como Sonic Mania (2017) e Streets of Rage 4 (2020). O youtuber guitarrista Jonny Atma forneceu as gravações de guitarra para a maior parte da trilha sonora, e vocais para a canção "Panic in the Sky!". O cantor Mike Patton foi convidado para interpretar a música-tema do jogo. O rapper americano Mega Ran contribuiu com os vocais para a faixa "It's a Pizza Party!", enquanto que Ghostface Killah e Raekwon, do grupo de hip hop Wu-Tang Clan, foram apresentados na faixa "We Ain't Came To Lose".

## Lançamento
A Dotemu anunciou oficialmente o jogo em 10 de março de 2021. Em 25 de agosto de 2021, um novo trailer foi revelado durante a Gamescom, apresentando April O'Neil como um personagem jogável. Em 10 de fevereiro de 2022, outro trailer foi lançado, revelando o Mestre Splinter como um personagem jogável. O trailer da data de lançamento foi revelado no Summer Game Fest em 9 de junho de 2022, que apresentou Casey Jones como um personagem jogável. O jogo foi lançado para Linux, Microsoft Windows, Nintendo Switch, PlayStation 4 e Xbox One em 16 de junho de 2022.
Quatro edições limitadas do jogo foram disponibilizadas pela Limited Run Games: Standard Edition, que inclui uma cópia física do jogo, uma capa reversível, um livreto de arte, uma folha de adesivos de sprite e um cupom resgatável da Pizza Hut. Uma edição exclusiva para PC, que inclui tudo na Standard Edition, além de uma embalagem de PC de caixa grande retrô, um pen drive USB com o jogo, um estojo de aço para o jogo e um mousepad. A Classic Edition inclui tudo da Standard Edition, além de uma capa VHS retrô com uma caixa de fita para armazenar o jogo e um estojo de aço. A Radical Edition inclui tudo da Classic Edition, além de um guia de estratégia, um pôster, uma action figure, uma caixa de sombra 3D, uma mini réplica de gabinete de arcade, uma trilha sonora em CD e uma embalagem de caixa blister. A Merge Games e a Signature Edition Games também ofereceram uma edição especial do jogo, que incluiu uma cópia física do título, um cartão de arte assinado, uma capa externa de edição especial, um chaveiro de pizza, um livreto dentro da caixa do jogo, um chaveiro Shredder, pins individuais para todas as quatro tartarugas, uma trilha sonora em CD, um coaster de metal e uma máscara de tartaruga selecionada aleatoriamente.
A trilha sonora do jogo será publicada em CD e vinil pela Kid Katana Records. Para promovê-la, uma versão single de "We Ain't Came To Lose" foi lançada em 13 de junho de 2022.

## Recepção
Teenage Mutant Ninja Turtles: Shredder's Revenge recebeu avaliações "geralmente favoráveis", de acordo com o agregador de resenhas Metacritic.
Os revisores geralmente elogiaram o estilo visual do jogo, animações, música, mecânicas de jogabilidade distintas, combate agradável e multijogador. Chris Moyse, da Destructoid, elogiou a atenção do jogo aos detalhes, escrevendo: "Onde Shredder's Revenge brilha mais, no entanto, está em sua personalidade, utilizando ... ciclos de jogabilidade individuais, provocações e celebrações; personagens de fundo carismáticos; e acena para jogos, séries e filmes anteriores dos TMNT." Mollie L. Patterson, da Electronic Gaming Monthly, achou que Shredder's Revenge superou a qualidade dos títulos nos quais se inspirou e chamou seus visuais de "de longe o melhor recurso do jogo", enquanto elogiava ainda mais a variedade de cenários, profundidade acessível, estilos de jogo distintos e lista de inimigos. Marcus Stewart, da Game Informer, elogiou o uso de objetivos específicos de fases destinados a incentivar a exploração do jogador e a marca de entretenimento caótica do jogo em um modo multijogador local, afirmando: "Claro, perder o controle de si mesmo no mar da humanidade digital acontece com frequência e pode ser um pouco frustrante, mas a alegria de rir e torcer ao lado de tantos amigos entorpece essa irritação." Mitchell Saltzman, da IGN, disse que Shredder's Revenge possui "uma das melhores trilhas sonoras do ano", e também elogiou a inclusão de opções adicionais de mobilidade de personagens e um medidor que incentiva estilos de jogo distintos.
Tom Massey, da Nintendo Life, ficou impressionado com os visuais do jogo e escreveu: "Locais familiares são renderizados com atenção aos detalhes, cores lindas e um sabor autêntico de desenho animado, todos unidos com uma ótima narrativa visual", ao mesmo tempo em que elogiou a variedade de fases e inimigos, lista de personagens e trilha sonora "esterlina". Dominic Tarason, da PC Gamer, avaliou positivamente as fases e personagens distintos, dizendo: "Os cenários raramente se repetem, o que é impressionante, considerando que Shredder's Revenge é cerca de quatro vezes a duração de Turtles in Time e muito mais detalhado ... A arte dos personagens é igualmente exuberante — apesar de todos terem o mesmo formato de corpo, há poucos quadros compartilhados entre as tartarugas. Suas animações capturam suas personalidades..." A Push Square elogiou o uso do código de rede rollback no jogo e a estabilidade do modo cooperativo on-line, observando que é "tão robusto quanto o [co-op] local." TJ Denzer, da Shacknews, disse que Shredder's Revenge é um dos melhores beat-em-ups que ele já jogou, e escreveu: "Cada personagem é divertido de explorar, a música vai ficar na sua cabeça por muito tempo depois que você parar de jogar, e mesmo que o jogo pareça ser um pouco curto, há muitas razões para voltar."
Embora os revisores geralmente tivessem avaliado o jogo positivamente, eles notaram problemas com alguns de seus elementos. A Destructoid opinou que, embora o título fosse mais profundo do que seus antecessores, ele inovou pouco no gênero e considerou sua mecânica de combate menos precisa do que a vista em Streets of Rage 4. A Electronic Gaming Monthly criticou a qualidade de áudio do jogo, escrevendo: "Todo o áudio neste jogo é decepcionante... Algumas das dublagens soam muito ruins. Os ataques geralmente não possuem aquela força satisfatória ao atingir um oponente. Explosões parecem anêmicas. Alguns dos efeitos sonoros são simplesmente terríveis." A Game Informer e GameSpot expressaram preocupação com a curta duração do jogo, missões secundárias repetitivas e a falta de clareza visual durante sessões multijogador com muitas pessoas. A IGN e a Nintendo Life observaram uma falta de variedade no level design do jogo, fazendo com que o título pareça repetitivo no final. A PC Gamer direcionou pequenas críticas ao seu modo história vazio, dificuldade mal dimensionada, sistema de nivelamento, missões secundárias de pouca importância e falta de longevidade.